# Bloc de développement communautaire en Inde
Le bloc de développement communautaire (सामुदायिक विकास खंड est une zone rurale affectée à l'administration et au développement en Inde. Cette zone est administrée par un agent (Block Developpement Officer en anglais) et couvre plusieurs gram panchayats. 
Actuellement, ces blocs sont des subdivisions administratives de troisième niveau dans quelques États de l'Inde (ou l'équivalent du tehsil dans d'autres). Par exemple, le Bihar a 38 districts et 534 blocs de développement communautaire; le Bengale occidental comprend 18 districts et 341 blocs.  

## Histoire
Le programme de développement communautaire fut lancé à titre expérimental en 1952 pour améliorer l'agriculture, le système de communication et la santé publique. Il poussait à développer l'agriculture intégrée afin d'initier des changements socio-économiques profitables au monde rural. Le programme se réalisa rapidement et en 1956, à la fin du premier plan quinquennal, 248 blocs couvraient environ un cinquième de la population dans le pays. À la fin du second plan quinquenal, en 1961, il y avait 3000 blocs pour 70 % de la population.